# Acronicta adaucta
Acronicta adaucta là một loài bướm đêm thuộc họ Noctuidae. Nó được tìm thấy ở bán đảo Triều Tiên, Nhật Bản, đông bắc Trung Quốc và vùng Viễn Đông Nga (Primorye, Khabarovsk, vùng Amur, Sakhalin, miền nam quần đảo Kuril).